# Bie (commune de Katrineholm)
Pour les articles homonymes, voir Bie.
Bie est une localité de Suède dans la commune de Katrineholm située dans le comté de Södermanland.
Sa population était de 527 habitants en 2019.